# NOS op 3
NOS op 3 is een nieuwsprogramma van de NOS, op de radio en op het internet, zoals op YouTube. Tot 2016 was er ook een televisieprogramma.
Het programma is een korte nieuwsuitzending gericht op een publiek van 18 tot 50 jaar. De tv-versie werd vanaf 8 januari 2007 op werkdagen uitgezonden op de publieke zender Nederland 3 onder de naam NOS Journaal op 3, later werd dit NOS op 3. De radioversie is vanaf mei 2011 op werkdagen te horen op NPO 3FM en FunX en was de opvolger van 3FM Nieuws en NOS Headlines. In de zomer van 2015 stopte de NOS met de reguliere tv-uitzending, om vooral op YouTube verder te gaan met filmpjes.

## Televisie
Het programma werd op 18 juni 2012 gepresenteerd vanuit dezelfde studio als waar de NOS ook de dagbulletins uitzendt. Daarvoor werd NOS op 3 uitgezonden vanuit de regieruimte van Studio 8, maar vanaf het najaar van 2014 werd het weer in de regieruimte uitgezonden. Dit bulletin van NOS op 3 duurde ongeveer 7 tot 10 minuten en was van maandag tot en met vrijdag om 22.30 te zien op Nederland 3. Als er voetbal was, kon de uitzending later beginnen.
Het journaal had een eigen leader, grafische vormgeving, tempo en onderwerpkeuze. De uitzending begon met de datum en de dag, daarna volgde een overzicht van het belangrijkste nieuws van die dag in 60 seconden. Verder was er plaats voor één of twee wat grotere items. Eén ervan was een reportage. Er werd afgesloten met een triviaal bericht; een veelal grappige gebeurtenis die kort genoemd werd. Er was geen weerbericht.
De uitzendingen werden onder andere gepresenteerd door Biem Buijs, Mustafa Marghadi en Anic van Damme. Tijdens het zwangerschapsverlof van Anic van Damme werd ze in de zomer van 2015 vervangen door Hilde Bouwman.
Op 3 juli 2015 stopten de reguliere tv-uitzendingen en werden er alleen nog flitsbulletins tussen de normale uitzendingen uitgezonden. Op 19 augustus 2016 kwam er ook een einde aan de flitsbulletins op tv.

## Radio
De NOS op 3-radioredactie is gesitueerd bij de uitzendstudio van 3FM en verzorgt alle doordeweekse nieuwsuitzendingen van 6.30 tot en met 23.00 uur op 3FM. Reguliere uitzendingen duren circa twee tot drie minuten. Om 13.00 en 18.00 uur duren de uitzendingen 5 minuten en is er plek voor langere reportages. Per dag  zijn radioverslaggevers op pad om hiervoor verslag te doen. Aanvullend aan de uitzendingen is er file-informatie van de ANWB. In het weekend zijn er in de ochtend en middag nieuwsbulletins van NOS op 3.

## Internet
In 2016 werd NOS op 3 op televisie opgeheven, omdat de doelgroep (jongeren) steeds minder televisie keek. In de plaats kwam alleen nog online nieuws in de vorm van een eigen YouTube-kanaal. Op het kanaal worden informatieve filmpjes gepubliceerd over actualiteiten. Deze YouTube-filmpjes worden onder anderen gepresenteerd door Emil van Oers en Sophie Frankenmolen.

## Huidige presentatoren

### Radio
- Stef Bandstra (2022-heden)
- Tomas Delsing (2017-heden)
- Felicia van der Graaf (2023-heden)
- Rayen Halfhide (2022-heden)
- Jasper Leegwater (2024-heden)
- Sid van der Linden (2020-heden)
- Casper Meijer (inval, 2015-heden)
- Martijn Middel (2018-heden)
- Jasper Stads (2022-2024)
- Renske van der Zalm (2021-heden)

### Internet (YouTube)
- Emil van Oers
- Jeanine Duijst
- Sophie Frankenmolen
- Salwa van der Gaag
- Devran Alkas
- Dennis Hoogeveen
- Frederica van Mastrigt

### Podcasts
- Chrisje Sterk
- Marco Geijtenbeek
- Hilde Bouwman
- Jasper Stads
- Sophie Frankenmolen
- Steef Bouwman
- Dennis Hoogeveen
- Frederique Hanssen

## Oud-presentatoren

### Internet
- Whitney Janssen (2021 - 2023)
- Hilde Bouwman (2018 - 2021)
- Raquel Schilder (2019 - 2021)
- Nick Felix (2019 - 2020)

### Televisie
- Winfried Baijens (2007)
- Margriet Wesselink (2007-2008)
- Herman van der Zandt (2007-2010, 2013)
- Eva Jinek (2008-2010, 2011)
- René van Brakel (2008, 2009-2014, 2015)
- Annechien Steenhuizen (2009-2012)
- Mustafa Marghadi (2011-2015)
- Dionne Stax (2012-2013)
- Anic van Damme (2013-2015)
- Biem Buijs (2014-2015)
- Hilde Bouwman (2015)

### Radio
- Martijn van Beek
- Jurgen van den Berg (2004-2009)
- René van Brakel (2009-2014)
- Amber Brantsen (2014-2015)
- Biem Buijs (2011-2022)
- Michel Coenen
- Bart Jan Cune (2008-2015)
- Margriet van der Eijk (2016-2018)
- Rachid Finge (2006-2016)
- Marco Geijtenbeek (2019-2023)
- Celine Huijsmans (2016)
- Gerard de Kloet
- Kirsten Klomp (2015-2020)
- Mustafa Marghadi (2011-2013)
- Dorald Megens
- Matijn Nijhuis (2000-2001)
- Arjan Penders (2000-?)
- Jan van de Putte
- Vincent van Rijn (2017-2019)
- Malou van der Starre (2018-2019)
- Ingelou Stol (2016-2017)
- Jeroen Stomphorst (2000-2005)
- Joerie Stubenitsky
- Dieuwke Teertstra (2013-2022)
- Liselot Thomassen
- Jeroen Tjepkema
- Sophie Verhoeven
- Marrit de Vries (2019-2020)
- Peter de Vries (2000-2008)
- Wouter Walgemoed
- Fleur Wallenburg (2006-2015)
- Margriet Wesselink (2007-2008)
- Mattijs van de Wiel (2000-2008)
- Herman van der Zandt (2001-2007)
- Hanneke van Zessen (2020-2024)

## Prijs
- 2022: #Video Award in de categorie Beste Nieuws & Infotainment.[5]